# Nucli històric de Vilafamés
El Conjunt Històric Artístic de Vilafamés, és un Bé d'Interès Cultural, per declaració singular, amb anotació ministerial: R-I-53-0000612, del 22 d'abril de 2005.
Segons la informació publicada en el Butlletí Oficial de l'Estat en el qual es declara el Conjunt Històric de Vilafamés com Bé d'Interès Cultural, el Conjunt històric queda delimitat atenent a dos criteris:
- Patrimonials i urbanístics, per la qual cosa s'inclouen els immobles i espais urbans i rústics necessaris per garantir la correcta tutela del Conjunt, coincidint amb la delimitació establerta en el Pla General vigent.
- Topogràfics i paisatgístics, que inclouen el turó en el qual està situat el nucli de la vila, la qual cosa abasta des de l'encreuament dels eixos de la carretera de Sant Joan de Moró amb el camí de la Costa, seguint el sentit horari, al nord-est, fins a girar al sud i continuar pel seu eix fins a la plaça de la Font. Continua pel carrer de la Font i pel carrer Font d'En Jana. Embolica les illes cadastrals 13451, 12445, 12443 i 11445. Incorpora el carrer Serra Graó fins a girar i prosseguir per la posterior de la parcel·la cadastral n.º 10 de la poma n.º 12441 fins a la de la parcel·la n.º 01 de la mateixa poma. Prossegueix incloent la poma cadastral n.º 11448 fins a la parcel·la n.º 17 inclusivament. Creua el carrer Carreró, incorporant l'Illa  11449. Prossegueix incorporant el camí de l'Alcora i el de la Costa fins al punt d'origen.

Vilafamés se situa sobre un pic sòlid de pedra, a 350 metres sobre el nivell del mar, defensada de manera natural pel flanc nord. El seu conjunt històric-artístic és dels més importants de la Comunitat Valenciana, tant per la bellesa dels seus immobles com per l'estat de conservació. El tramat urbanístic medieval està adaptat totalment a les característiques topogràfiques de la zona, i presenta des d'edificis religiosos (gòtics i barrocs) a edificis civils i militars de diferents èpoques.
A més la zona presenta abundants jaciments prehistòrics localitzats en coves i abrics, sembla que el primer poblament es remunta cronològicament al Eneolítico. De la colonització romana s'aprecien poques restes en comparació dels pobles propers del Pla de l'Arc. malgrat això, la seva situació entre dues rutes de pas principals, les vies Augusta i Heraclea, l'absència de qualsevol bastió de la zona i la localització d'aparells romans al castell fan suposar l'ús d'aquest com “castrum” de vigilància.
La vila a més va ser presa primer pels musulmans, que van deixar la seva petjada del seu pas, la qual cosa queda reflectit fins i tot en la seva toponímia. Després va ser de nou presa pels cristians de les tropes del rei Jaume I d'Aragó, a partir del 1240 aproximadament.
La màxima esplendor de la vila es dona en 1635, ja que en aquesta data cal eixamplar el perímetre habitable baixant fins a la zona més plana, arribant fins a l'actual església parroquial, el Portalet i el carrer General Aranda, sent en aquesta expansió quan es construeixen els edificis més significatius, al mateix temps que apareixen ravals al costat dels camins i augmenta la població. La seva estructura urbana respon a una tipologia d'edificació espontània, de carrers tortuosos i irregulars buscant la seva adaptació a la topografia i al asolejament amb perspectives semiobertes, definint illes de gran desenvolupament (traçat medieval). Les dues places representatives del poder religiós i civil no tenen cap eix d'unió o articulació. Però si que existeix entre el castell i la plaça civil, que configurava la senda més important on es localitzaven al llarg d'ella els edificis més representatius, com era la Bailía (actual museu d'art contemporani), l'antic museu del vi i uns altres.
En l'actualitat té 1.500 habitants i poden distingir-se dos sectors molt definits en el seu traçat urbà:
- la part alta, al voltant del castell i església parroquial, on es troben els monuments de major interès, deshabitada fins a no fa molt, amb carrers en pendent i sòlids edificis. En aquesta part l'altura de l'edificació és de dos o tres pisos, formant grans illes irregulars, amb edificis en medianería amb poca façana i patis i corrals interiors. Aquesta part abasta el barri antic, amb edificis de fàbrica de tapial i pedra; amb algunes edificacions que presenten façana sencera de carreus i unes altres amb carreu només a la planta baixa, a les cantonades, i a les llindes i arcs, conformant cases de gran solidesa. Les seves fites els formen les places de la Sang, de l'Ajuntament i la de l'Església.
- la part baixa, on es concentren totes les activitats i serveis del poble. És conegut com el barri de la Font, on la construcció de principis de segle i moderna en bon estat.

En declarar-se el conjunt històric de Vilafamés com a Conjunt històric-artístic, dins d'ell quedaven compresos els següents  BICs:
- El Castell i els llenços de muralla; l'Església de la Sang, recolzada en bona part sobre els llenços de la muralla, i que forma part integrant de la fortificació.
- Altres edificis fortificats, dels successius recintes emmurallats, com: la Torreta i la Casa Babiloni-Bardoll
- D'altra banda estan les pintures rupestres situades en l'Abric del Castell.
- Finalment es cataloga com BIC l'Escut heràldic situat en la façana de la Casa Abadia.

Pel que fa als edificis catalogats com a Béns de rellevància local, tenim:
- Palau del Batle.
- Església de l'Asunción, Ermita de Sant Ramon, La Roca Grossa, així com les cases d'Almenar Andreu i de Grijalbo i Martí, ambdues condicionades a l'estudi arqueològic que determinarà si són Béns d'Interès Cultural pel seu possible caràcter defensiu.